# 广田佐枝子
广田佐枝子（日语：／ Hirota Saeko，1944年—），日本女子乒乓球运动员。她曾获得2枚世界乒乓球锦标赛金牌，1枚银牌和1枚铜牌。她也在1967年亚洲乒乓球锦标赛上获得女子双打和女子团体项目的冠军。